# Non, je ne regrette rien

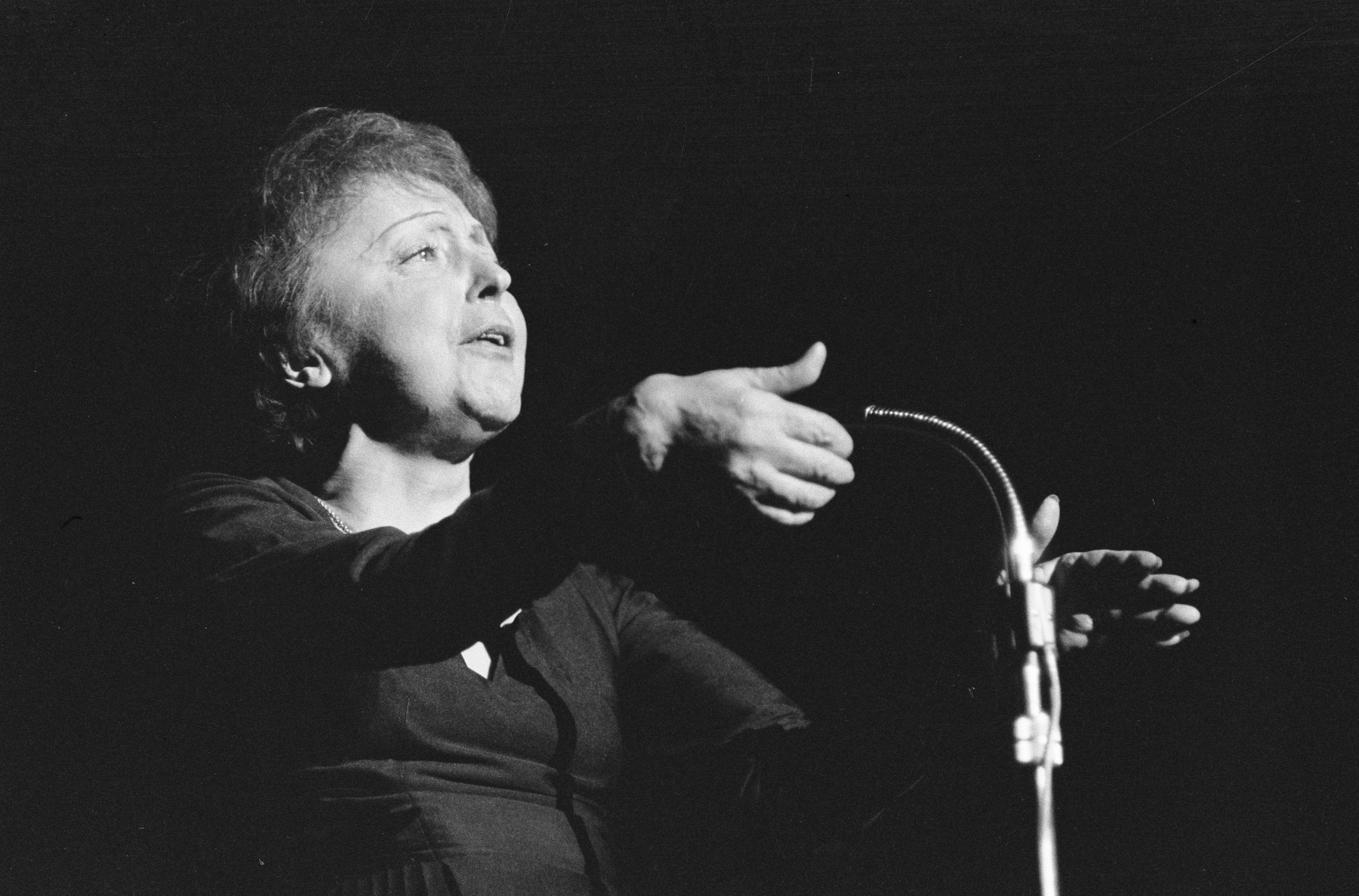
Edith Piaf durante una actuación en Róterdam.

«Non, je ne regrette rien» (en español «No, no me arrepiento de nada») es una canción francesa compuesta en 1956, reconocida por la interpretación realizada por la cantante francesa Édith Piaf el 10 de noviembre de 1960. Su letra fue escrita por Michel Vaucaire, su música compuesta por Charles Dumont y su título se traduce como "No, no me arrepiento de nada".
Piaf dedicó su interpretación a la Legión Extranjera Francesa. En el momento que fue estrenada y grabada la canción, Francia se encontraba en un conflicto militar, la guerra de Independencia de Argelia (1956-1962), y la legión presionó un Golpe de Estado contra el gobierno civil de Argelia impuesto por De Gaulle. La Legión Extranjera adoptó la canción cuando su resistencia fue quebrada en abril de 1961. Los mandos del regimiento fueron arrestados y juzgados, pero el resto de los oficiales, y legionarios fueron asignados a otras formaciones de la Legión Extranjera. Los legionarios salieron de sus barracas cantando la canción, que se ha convertido en un símbolo de la Legión Extranjera y se entona durante los desfiles.

## Interpretaciones
La canción fue interpretada posteriormente por diversos artistas y ha sido utilizada por Bad Boys Blue, Johnny Hallyday, Tina Arena, Isabelle Boulay, Dalida (en italiano y en español), Raphael (No me puedo quejar), Estela Raval, Vicky Leandros (en alemán), Les Garçons Bouchers, Garou, Patricia Kaas, Mireille Mathieu, Marc Lavoine, Nicole Martin, Amy Diamond´,el grupo de reggae francés Danakil, en su gira 2009, Julie Pietri, Elena Roger, Rammstein, Marie-Chantal Toupin, In-Grid, Natasha Saint-Pier, Cássia Eller, Javiera Mena, entre otros. Fue la pieza de cierre de la película biográfica sobre Piaf, "La vida en rosa" protagonizada por Marion Cotillard y que le valió el Oscar a la mejor actuación femenina en el año 2007. Forma parte importante de la película “Inception” de Christopher Nolan ya que, aparte de sonar repetidas veces, gran parte de su banda sonora se inspira en una versión lenta y modificada por Hans Zimmer. También es interpretada por Madame Dubois en Madagascar 3: Europe's Most Wanted, película estrenada en el 2012. Además fue interpretada por la modelo colombiana Bianca Arango durante su presentación en Tu cara me suena (Colombia).

## Letras
Las rimas de las palabras hacen eco al ritmo de la melodía siguiendo una métrica típica francesa, donde las palabras casi siempre hacen hincapié en la sílaba final, en una composición yámbica (da-da-da-da) y anapéstica (da-da -DA-DA-DA-DA). Una traducción literal al español es incapaz de mantener la armonía interna de la lírica y la melodía, ya que las palabras por lo general tienen el estrés de una sílaba anterior y más a menudo se adapta a la métrica trocaica (DA-DA-DA-DA) y dactílica (da-da-da-da-da-da). Se han registrado una gran variedad de versiones en otros idiomas, con diverso grado de éxito.
El objeto superlativo, que todo lo abarca despertando las emociones trascendentes de la amante para cantar la canción, y el uso del verbo reflexivo pasivo| ni le bien qu'on m'a fait | ni le mal | para describir el bien y el mal percibido por una persona pueden ser presentados como un absoluto (ni el bien ni el mal que me hicieron)  utilizando el pronombre impersonal absoluto.

Non, rien de rien, non, je ne regrette rien

ni le bien qu'on m'a fait, ni le mal

tout ça m'est bien égal

non, rien de rien, non, je ne regrette rien

c'est payé, balayé, oublié, je me fous du passé

Avec mes souvenirs j'ai allumé le feu

mes chagrins, mes plaisirs,

je n'ai plus besoin d'eux

balayé les amours avec leurs trémolos

balayé pour toujours

je repars à zéro

Non, rien de rien, non, je ne regrette rien

ni le bien qu'on m'a fait, ni le mal

tout ça m'est bien égal

non, rien de rien, non, je ne regrette rien

car ma vie, car mes joies

aujourd'hui ça commence avec toi

## En la cultura popular
"Non, je ne regrette rien" ha formado parte de la banda sonora de diversas películas :
- Tráiler para amantes de lo prohibido (cortometraje TV (1985 de Pedro Almodóvar)
- Keiner liebt mich[7] (Nadie me quiere) (1994)
- La Haine (1995)
- Keiner liebt mich (1994)
- Babe, el cerdito en la ciudad (1998)
- Saving Private Ryan (1999)
- Soñadores de Bernardo Bertolucci (2003)
- Crueldad intolerable (2003)
- Monamour (2005)
- Valiant (2005)
- Artaud, rien de rien de Ozkar Galán (2006)
- La Môme (2007)
- Origen (Inception) (2010)
- Los Simpsons: Temporada 23. Episodio 13. Capítulo 499 - La hija también se ilusiona (2012)
- Madagascar 3: Europe's Most Wanted (2012).
- Joven y alocada (2012) - versión española
- Supernatural: Temporada 11. Episodio 14. Capítulo 232 - The Vessel (2016)
- Una versión instrumental de la canción suena al final de la película Le goût des autres (2000).
- Dogman (2023)

También ha sido usada en algunos comerciales de televisión. Fue usada en el capítulo 132 de la tercera temporada de Casi Angeles denominado "No me arrepiento de nada".
En Latinoamérica, la canción fue usada como fondo de un conjunto de comerciales denominados "Lo Mejor de 2011" en VH1 Latinoamérica.

## En lo moderno
"Je ne regrette rien" es el nombre de una de las canciones del álbum "Toyz" del grupo alemán Cinema Bizarre. La canción está en inglés pero en la parte del coro se menciona Je ne regrette rien.
Otra agrupación alemana que menciona parte de la canción es Rammstein, en su canción Frühling in París (del álbum Liebe ist für alle da) donde se puede escuchar "Oh non, rien de rien, Oh non je ne regrette rien" en el bridge.
También, el grupo Español La M.O.D.A. (La Maravillosa Orquesta Del Alcohol) en su canción "La Inmensidad" del disco Salvavida (de las Balas Perdidas) hace referencia a esta canción y a su intérprete Edith Piaf. Y salvar el Olympia como Edith, Quiero quemar la culpa y gritar "Non, Je ne regrette rien"